# Fleischerzeugnis

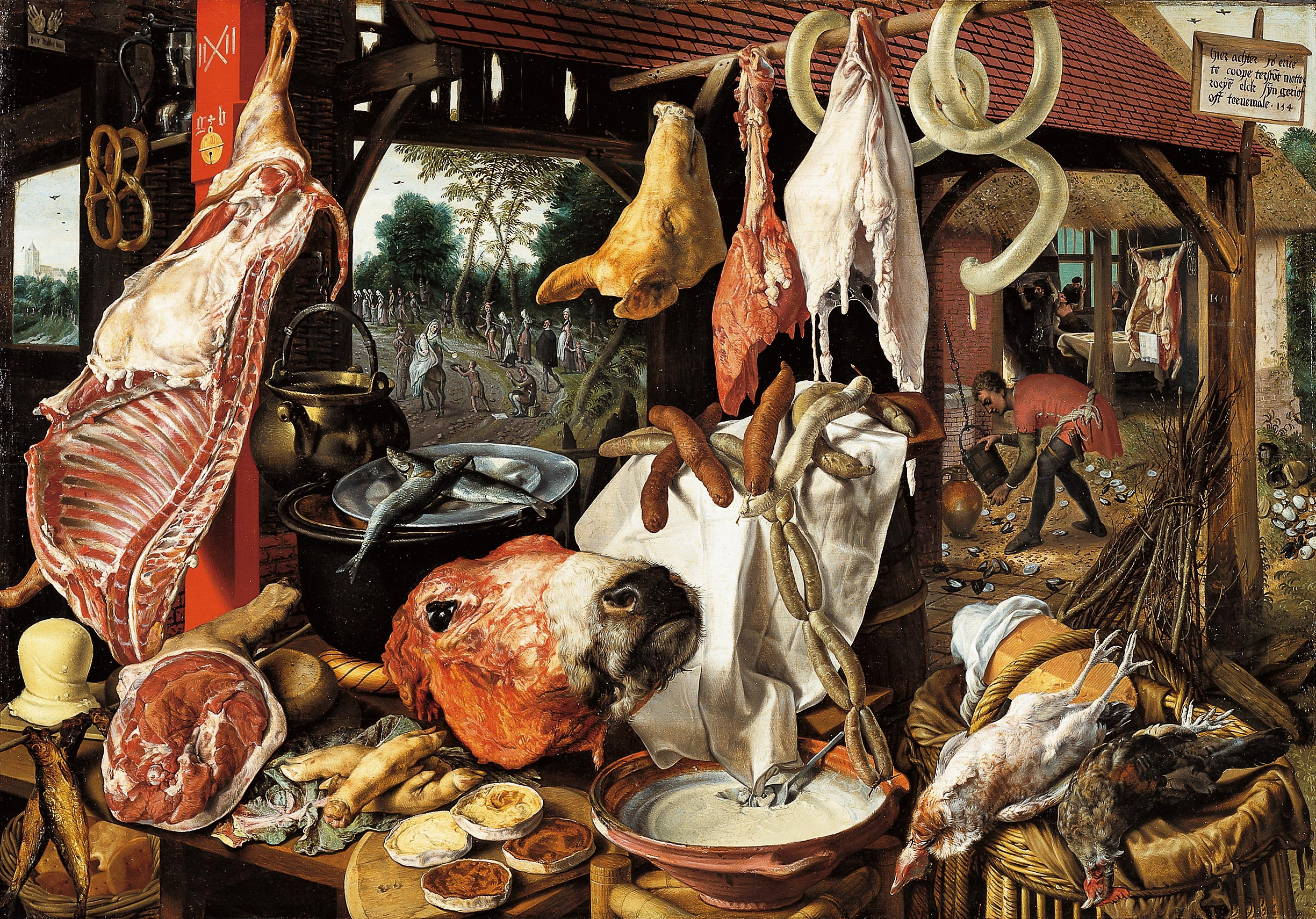
Fleisch und Fleischerzeugnisse auf einem Gemälde von Pieter Aertsen

Als Fleischerzeugnis (auch Fleischprodukt)  bezeichnet man Erzeugnisse, die ausschließlich oder überwiegend aus Fleisch bestehen. Fleischerzeugnisse und Erzeugnisse mit einem Zusatz von Fleisch oder Fleischerzeugnissen, in deren Bezeichnung des Lebensmittels nicht auf eine besondere Tierart hingewiesen wird, werden aus Teilen von Rindern und/oder Schweinen hergestellt. Andere bei Herstellung verwendete Lebensmittel sind z. B.: Milch und Milcherzeugnisse, Eier, Pilze, Getreidekörner und -erzeugnisse, Ölsaaten, Stärke, Gemüse und Obst oder pflanzliches Eiweiß. Bei der gewerblichen Herstellung werden diese kenntlich gemacht, sofern deren Verwendung nicht verkehrsüblich ist. Als Fleischware bezeichnet man Fleischerzeugnisse, die durch Pökeln und/oder Räuchern bzw. Garen in einen anderen Zustand als das Ausgangserzeugnis Fleisch von Tieren versetzt wurden.

## Systematik
Es gibt je nach Region und Tradition verschiedene Unterscheidungsmerkmale. Gemäß den Leitsätzen des Deutschen Lebensmittelbuchs unterscheidet man:
- Wurstwaren
  - Rohwurst
  - Brühwurst
  - Kochwurst
  - Bratwurst
- Fleischwaren
  - Gegarte Pökelfleischerzeugnisse
  - Rohe Pökelfleischerzeugnisse
    - Rohschinken

  - Spezielle Fleischteilstücke und Spezielle Fleischgerichte
  - Erzeugnisse aus gewolftem oder ähnlich zerkleinertem Fleisch
  - Erzeugnisse aus gestückeltem Fleisch

In der universitären Ausbildung der Warenkunde unterscheidet man Fleischerzeugnisse in:
- Pökelfleischerzeugnisse
  - Kochpökelware
  - Rohpökelware
- Bratenerzeugnisse
- Gemenge
  - Hackfleisch

- Wurstwaren

In der Fleischverarbeitung der DDR unterschied man Fleischerzeugnisse in:
- Wurstwaren
- Fleischwaren
- Fleischbrät-Zwischenerzeugnisse
- Formfleisch
- Fleischpasteten und Feinkostrouladen
- Sülzen
- Aspikwaren
- Fleischsalate
- Fleischkonserven

## Gesundheitsrisiko
2015 bestellte die Internationale Agentur für Krebsforschung (IARC) eine Arbeitsgruppe von 22 Experten aus 10 Ländern, um die Auswirkung von Fleischkonsum zu untersuchen. Die Gruppe evaluierte über 800 epidemiologische Studien und stufte daraufhin Fleischerzeugnisse (processed meat) „auf der Grundlage ausreichender Beweise für Darmkrebs“ als „karzinogen für Menschen“ (Gruppe 1) ein. Als Fleischerzeugnisse wurde Fleisch betrachtet, das durch Salzen, Räuchern, Fermentation oder andere Prozesse verändert wurde, wie zum Beispiel Wurst oder Corned Beef.
Zur Quantifizierung der Risikosteigerung verwies die IARC auf eine im Jahr 2011 von Chan et al. veröffentlichte Metaanalyse aus zehn Kohortenstudien, die einschätzte, dass pro 50 Gramm täglichem Konsum von verarbeitetem Fleisch das Risiko für Darmkrebs um 18 % steigt. Diese Risikosteigerung bewertete die IARC als klein und vor dem Hintergrund bekannter gesundheitlicher Vorteile des Fleischkonsums empfahl man keinen Komplettverzicht auf Fleisch. Die Untersuchung und Bewertung des Themas rechtfertigte die IARC mit seiner Bedeutung für die öffentliche Gesundheit. Vor dem Hintergrund von steigendem Fleischkonsum sah man sich veranlasst, den Gesundheitsbehörden „maßgebliche wissenschaftliche Beweise für die Krebsrisiken beim Verzehr von rotem und verarbeitetem Fleisch zu liefern“. Eine empfohlene Menge konnte anhand der Daten nicht ermittelt werden.